# (1337) Gerarda
(1337) Gerarda est un astéroïde de la ceinture principale découvert le 9 septembre 1934 par l'astronome néerlandais Hendrik van Gent.

## Historique
Le lieu de découverte, par l'astronome néerlandais Hendrik van Gent, est Johannesbourg.

## Sources

## Compléments